# أسامة أخراز
أسامة أخراز (من مواليد 26 نوفمبر 1990) هو لاعب كرة قدم دنماركي يلعب كجناح لنادي جلادساك الدنماركي.

## مهنة النادي

### بروندبي
انضم أسامة إلى نادي نادي بروندبي في عام 2008، قادماً من بولدكلوبن فرم. لعب أول مباراة له مع النادي في 30 أكتوبر 2008 ضد هولستيبرو بولدكلوب في مباراة كأس الدنمارك. في أوائل يناير 2009، وافق على تمديد عقده مع النادي.
ظهر لأول مرة في الدوري مع بروندبي في 17 أبريل 2011 بعد الهزيمة 2-1 على أرضه أمام ألبورج بي كيه. في 4 أغسطس 2011، سجل هدفين في مرمى نادي رييد في تصفيات الدوري الأوروبي عندما فاز النادي بنتيجة 4-2 لكنه خرج من الدوري الأوروبي 2011-12 بسبب الخسارة السابقة 0-2 في النمسا. غادر أسامة النادي في يناير 2012.

### آرهوس جمناستيك فورينينغ
في 1 يناير 2012، انتقل إلى آرهوس جمناستيك فورينينغ. وفي مباراة على أرضه ضد ناديه السابق بروندبي سجل هدفين في المباراة والتي انتهت بنتيجة 5-1.

### فيستجيلاند
في 29 يناير 2015، أعلن نادي فيستجيلاند عن توقيع عقد مع أسامة في صفقة انتقال مجانية بعد تجربة ناجحة. لمدته 6 أشهر.

### فيبورغ
وقع أخراز عقدًا لمدة ستة أشهر مع نادي فيبورج في 19 سبتمبر 2015، ومددت هذه الصفقة لعامين إضافيين في ديسمبر 2015.
وفي أبريل 2016، تعرض لإصابة في الرباط الصليبي الأمامي لركبته اليسرى، مما ابعده عن الملاعب لمدة عام. عاد إلى التدريب في يناير 2017. وفي اليوم الأخير من فترة الانتقالات، أعلن فيبورغ، أنه أنهى عقد أسامة بالتراضي، لأن اللاعب أراد العودة إلى عائلته في كوبنهاغن.

### هلسينجور
لعب أسامة للنادي من سبتمبر 2017 إلى صيف 2018. وأعلن في 18 يناير 2019 عن توقيعه مرة أخرى مع النادي، وهذه المرة بعقد لمدة 6 أشهر. 

### إيشوج
بعد شهر من إعلان اعتزاله كرة القدم، انضم أسامة إلى نادي الهواة الدنماركي إيشوج. قبل شهر واحد من نهاية موسم 2020–21، تراجع أخراز عن إيشوج لأسباب شخصية، وكشف عن ذلك في 6 يوليو 2021.

### في بي 1968
في سبتمبر 2023، عاد أخراز إلى كرة القدم، حيث وقع مع نادي في بي 1968.

## روابط خارجية
- أسامة أخراز على موقع قاعدة بيانات كرة القدم.إي يو (الإنجليزية)
- أسامة أخراز على موقع Soccerway.com (الإنجليزية)
- أسامة أخراز على موقع عالم كرة القدم.نت (الإنجليزية)